# Nuria González
Nuria González, (née à Malaga le 16 mai 1962) est une actrice espagnole. 
Elle est très connue pour son travail dans les programmes télévisés espagnol, mais a aussi une longue carrière cinématographique et théâtrale, avec des pièces de théâtre comme 5mujeres.com  au Teatro Alcázar de Madrid, Bodas de sangre, Cinco cubiertos, Fiestas gordas del vino y del tocino, Orgía, María Sarmiento etc.

## Filmographie

### Cinéma
- 2003 : Torremolinos 73
- 2005 : El Calentito
- 2006 : À louer
- 2007 : Mataharis.
- 2007 : Pudor.

### Télévision
- 1995-1997 : Esta noche cruzamos el Mississippi (6 épisodes)
- 1997-2000 : Manos a la obra (Antena 3) (130 épisodes)
- 2002 : La corriente alterna (Telecinco)
- 2002 : Padre Coraje (Antena 3)
- 2002-2003 : El rival más débil (TVE) (171 épisodes)
- 2003-2004 : El club de la comedia
- 2003-2006 : La Famille Serrano (Telecinco) (86 épisodes)
- 2008-2010 : Physique ou Chimie (Antena 3) (68 épisodes)